# Juan Álvarez Álvarez
Juan Ramón Álvarez Álvarez (La Vega del Ciegu, Ḷḷena, 13 d'agost de 1937) va ser un ciclista asturià, que fou professional entre 1963 i 1966.
Un cop retirat, se li han concedit diferents homenatges.

## Palmarès

### Resultats a la Volta a Espanya
- 1964. 46è de la classificació general.